# Đặc vụ 355
Đặc vụ 355 (tên Tiếng Anh là The 355) là một bộ phim hành động gián điệp của Mỹ năm 2022 do Simon Kinberg đạo diễn từ kịch bản của Theresa Rebeck và Kinberg, và một câu chuyện của Rebeck. Phim có sự tham gia của Jessica Chastain, Penélope Cruz, Phạm Băng Băng, Diane Kruger và Lupita Nyong'o trong vai một nhóm điệp viên quốc tế phải hợp tác với nhau để ngăn chặn một tổ chức khủng bố chuẩn bị châm ngòi cho Thế chiến III. Édgar Ramírez và Sebastian Stan cũng đóng vai chính. Tiêu đề này bắt nguồn từ Đặc vụ 355, mật danh của một nữ điệp viên, một trong những người Yêu nước trong Cách mạng Hoa Kỳ.
Chastain đã đề xuất ý tưởng cho bộ phim này khi làm việc với Kinberg trong Dark Phoenix. Dự án được chính thức công bố vào tháng 5 năm 2018 và quyền phân phối đã được Universal Pictures mua lại tại Liên hoan phim Cannes lần thứ 71. Quá trình quay phim diễn ra ở Paris và London từ tháng 6 đến tháng 9 năm 2019. Đặc vụ 355 được công chiếu tại Hoa Kỳ vào ngày 7 tháng 1 năm 2022. Bộ phim nhận được đánh giá hơi tiêu cực từ các nhà phê bình nhưng lại được đánh giá cao từ khán giả. Bộ phim oanh tạc tại phòng vé, nhưng chỉ thu về 27,8 triệu đô la trên toàn thế giới so với kinh phí 40–75 triệu đô la và khiến Universal mất khoảng 93 triệu đô la.

## Nội dung
Tại một địa điểm cách Bogotá, Colombia 150 dặm về phía nam, một ông trùm ma túy tặng cho kẻ chủ mưu tội phạm Elijah Clarke một ổ đĩa chương trình giải mã đặc biệt có thể truy cập vào bất kỳ hệ thống kỹ thuật số nào trên Trái đất. Clarke đã trở mặt và giết chết con trai ông trùm ngay khi chính quyền đột kích dinh thự. Giữa lúc hỗn loạn, đặc vụ DNI Colombia Luis Rojas đã lấy được ổ đĩa. Đặc vụ CIA Mason "Mace" Brown được chỉ định mua ổ đĩa từ Rojas. Cô ấy đến Paris với đồng nghiệp lâu năm Nick Fowler, người đang yêu cô ấy. Thỏa thuận đổ bể khi đặc vụ BND bí mật của Đức Marie Schmidt đã cướp được chiếc balo đựng tiền. Mace đuổi theo Marie, sau đó cô ta đã trốn thoát bằng tàu điện ngầm trong khi Nick đối mặt với Clarke trong một con hẻm.
Tại trụ sở CIA, Mace biết rằng Nick được tìm thấy là đã chết trong một con hẻm. Cấp trên của cô ấy, Larry Marks, đã giao nhiệm vụ cho cô lấy lại ổ đĩa bằng mọi cách. Mace tới London để chiêu mộ một người bạn lâu năm, đặc vụ MI6 người Anh đã nghỉ hưu Khadijah Adiyeme. Rojas sắp xếp để giao ổ đĩa cho Graciela Rivera, một nhà tâm lý học của DNI không có kinh nghiệm thực chiến. Marie bị ông chủ của cô, Jonas Muller, thúc ép phải lấy được ổ đĩa, người đã kể về việc cha của Marie là một đặc vụ cấp cao của BND, người mà cô đã đích thân quay lưng sau khi phát hiện ra rằng ông ta là một tên gián điệp người Nga.
Mace và Khadijah theo dõi Luis và Graciela đến một khu chợ, tại đây đặc vụ DNI giám sát vụ chuyển giao đã tạo phản và giết Luis; trước khi chết, anh ta đưa cho Graciela một chiếc điện thoại mà chỉ cô ấy mới có thể mở để theo dõi vị trí của ổ đĩa. Cả Mace và Marie đuổi theo tên trộm nhưng hắn đã trốn thoát. Marie đưa Graciela đến một ngôi nhà an toàn sau đó Mace và Khadijah ập đến. Khadijah chỉ ra rằng tất cả họ đều muốn lấy lại ổ đĩa và tốt hơn hết là nên hợp tác cùng nhau. Cả bốn lần theo dấu vết tên trộm đến Morocco, bắt giữ hắn và hạ gục những tên lính đánh thuê của đối thủ trước khi giao ổ đĩa cho Marks. Trong khi ăn mừng tại 1 quán pub, tin tức về máy bay rơi và các nơi trên thành phố bị mất điện trên diện rộng thì họ đã đoán ra ổ đĩa đang nằm trong tay bọn khủng bố. Họ quay trở lại ngôi nhà an toàn và thấy Marks đã chết. Sau khi trốn thoát khỏi đội tấn công của CIA, những người phụ nữ này đã nhận ra rằng họ đã bị gài bẫy vì cái chết của Marks và vụ đánh cắp ổ đĩa.
Khi bị thẩm vấn, tên trộm ổ đĩa trước đó ở Morocco tiết lộ rằng những vụ việc gần đây đều là một phần trong việc lôi kéo những người mua tiềm năng tại một cuộc đấu giá chợ đen bất hợp pháp ở Thượng Hải. Cả nhóm thâm nhập vào cuộc đấu giá nơi Mace bị sốc khi phát hiện ra rằng Nick không chỉ còn sống mà còn là gián điệp bí mật của Clarke trong CIA. Cả nhóm không ngăn được anh ta lấy ổ đĩa, nhưng một phụ nữ Trung Quốc bí ẩn đã giúp họ thoát khỏi cuộc đấu giá. Cô ấy tự nhận mình là Lin Mi Sheng và giải thích rằng ổ đĩa được sử dụng làm mồi nhử để cơ quan của cô ấy xác định những tên tội phạm có mặt ở buổi đấu giá. Cô ấy cũng nói với Mace rằng Marks từng thuộc biên chế của Clarke, và cô ấy đã lấy được ổ đĩa từ Nick trong khi họ trốn thoát.
Nick bị người của Clarke đánh vì mang theo ổ đĩa giả. Sau đó, anh ta đột nhập và bắt cả nhóm của Mace, trước đó anh đã khống chế Muller, bạn trai của Khadijah là Abdel và gia đình của Graciela làm con tin. Nick giết bố của Lin trước mặt cả nhóm, trong khi Muller và Abdel bị bắn chết trước máy quay. Lin đồng ý đi cùng Clarke và đích thân giao ra chiếc ổ đĩa để cứu gia đình Graciela. Những người phụ nữ khác vượt qua nỗi đau khi nhận ra Lin đang gửi vị trí của cô ấy qua camera trên kính mắt cho họ. Tự trang bị vũ khí, họ giải cứu Lin, bắn Nick và phá hủy ổ đĩa trước khi bị bắt.
Hai tháng sau, Nick, hiện đã được thăng cấp bậc cao trong CIA vì đã giết Clarke. Khi trở về nhà, Mace và cả nhóm đã đợi anh ta sau khi trốn thoát khỏi nơi giam giữ. Nick bất tỉnh vì bị hạ độc và được thông báo rằng anh ta sẽ phải trả giá cho tội ác của mình bằng cách dành phần đời còn lại của mình trong một nhà tù nước ngoài. Những người phụ nữ tách ra để đi theo con đường riêng của mình nhưng có lẽ rằng bằng cách nào đó họ sẽ đoàn tụ để chống lại sự tham nhũng của các cơ quan khác nhau.

## Diễn viên
- Jessica Chastain trong vai Mace / Mason Browne: đặc vụ CIA, sau này trở thành thành viên nhóm đặc vụ 355.
- Penélope Cruz trong vai Tiến sĩ Graciela Rivera: tiến sĩ tâm lý, sau này trở thành thành viên nhóm đặc vụ 355.
- Phạm Băng Băng trong vai Lin Mi Sheng: người tổ chức hội đấu giá, sau này trở thành thành viên nhóm đặc vụ 355
- Diane Kruger trong vai Marie Schmidt: đặc vụ BND Đức, sau này trở thành thành viên nhóm đặc vụ 355.
- Lupita Nyong'o trong vai	Khadijah Adiyeme: cựu đặc vụ MI6, bạn của Mace, sau này trở thành thành viên nhóm đặc vụ 355.
- Édgar Ramírez trong vai Luis Rojas: đặc vụ DNI Colombia
- Sebastian Stan trong vai Nick Fowler: đặc vụ CIA nhưng thực chất làm việc cho Elijah Clarke.
- Jason Flemyng trong vai Elijah Clarke: ông trùm tội phạm quyền lực, nhà tài chính nổi tiếng làm việc cho các nhóm khủng bố trên thế giới
- Sylvester Groth trong vai	Jonas Muller: cấp trên của Marie Schmidt
- John Douglas Thompson trong vai Larry Marks: đặc vụ CIA nhưng thực chất làm việc cho Elijah Clarke.
- Emilio Insolera trong vai	Giovanni Lupo.
- Marcello Cruz trong vai Jeronimo: con trai của ông trùm ma túy, người tạo ra chiếc ổ cứng.
- Pablo Scola trong vai Santiago: ông trùm ma túy, bố của Jeronimo.
- Raphael Acloque trong vai Abdel: bạn trai của Khadijah Adiyeme.
- Alexander Cardona trong vai Tomas: con trai Graciela Rivera.
- Francisco Labbe trong vai Juan: chồng của Graciela Rivera.
- Leo Staar trong vai	 Grady: đặc vụ CIA
- Waleed Elgadi trong vai Yassine: tên trộm ở Morocco
- Oleg Kricunova trong vai Pyotr Khasanov: tỉ phú Hechen
- Jason Wong	trong vai Stevens
- Yoon C. Joyce trong vai Hwan Ha Jun
- David Yu trong vai Lin Jien: bố của Lin Mi Sheng

## Sản xuất
Jessica Chastain đã đề xuất ý tưởng về một bộ phim nữ điệp viên theo tinh thần giống như loạt phim Nhiệm vụ bất khả thi và James Bond với đạo diễn Simon Kinberg khi đó đang sản xuất bộ phim Dark Phoenix. Ý tưởng đã được xây dựng và vào tháng 5 năm 2018, có thông báo rằng Kinberg sẽ chỉ đạo bộ phim với Chastain sản xuất, ngoài ra cô còn đóng vai chính cùng với Marion Cotillard, Penélope Cruz, Phạm Băng Băng và Lupita Nyong'o. Dự án đã được giới thiệu đến các hãng phim trong Liên hoan phim Cannes 2018. Global Road Entertainment và Amazon Studios đấu thầu quyền phân phối, nhưng cuối cùng thì Universal Pictures đã giành được quyền phân phối ở Hoa Kỳ và Vương quốc Anh với giá 20 triệu đô la.
Vào tháng 2 năm 2019, Chastain đưa ra yêu cầu đề xuất liên quan đến việc tuyển diễn viên nam. Vào tháng 5 năm 2019, có thông báo rằng Sebastian Stan và Édgar Ramírez sẽ tham gia vào dàn diễn viên của bộ phim, ngoài ra Cotillard đã từ chối. Diane Kruger được bổ sung vào tháng 6, thay thế Cotillard. Quá trình quay phim bắt đầu vào tháng 7 năm 2019, giữa 3 địa điểm Paris, Morocco và London, ngoài ra còn sử dụng các địa điểm bao gồm cả Tòa nhà Thượng viện. Vào tháng 9 năm 2019, Emilio Insolera tham gia dàn diễn viên của bộ phim. Việc quay phim bổ sung diễn ra ở London vào tháng 7 năm 2020 với các biện pháp phòng ngừa do đại dịch COVID-19. Tom Holkenborg soạn nhạc cho phim. Sau khi phát hành đoạn trailer vào tháng 10 năm 2020, việc chọn Cruz, một nữ diễn viên người Tây Ban Nha, vào vai một nhà tâm lý học người Colombia đã bị chỉ trích. Chastain bảo vệ quyết định này, nói rằng cô ấy muốn đánh giá "sợi dây cộng đồng quốc tế kết nối tất cả chúng ta" và nhấn mạnh tầm quan trọng của các nhân vật "tất cả cùng nhau tạo thành một liên minh vượt ra ngoài biên giới".

## Phát hành
Bộ phim được phát hành bởi Universal Pictures vào ngày 7 tháng 1 năm 2022. Ban đầu nó được lên kế hoạch phát hành vào ngày 15 tháng 1 năm 2021, nhưng đã bị trì hoãn đến ngày 14 tháng 1 năm 2022 do đại dịch COVID-19, trước khi ra sớm một tuần là ngày 7 tháng 1. Bộ phim được phát hành thông qua video theo yêu cầu vào ngày 28 tháng 1 năm 2022. Phim bắt đầu phát trực tuyến trên Peacock vào ngày 22 tháng 2 năm 2022. Nó được phát hành trên DVD và Blu-ray cùng ngày, bởi Universal Pictures Home Entertainment. Tại Vương quốc Anh, nó được phát hành trên DVD và Blu-Ray bởi MediumRare Entertainment, một bộ phận của Fremantle vào ngày 24 tháng 4 năm 2022.

### Truyền thông
Hoạt động truyền thông của bộ phim trên YouTube, Facebook, Instagram và Twitter đã tạo ra khoảng 120 triệu lượt hiển thị trực tuyến trước khi Đặc vụ 355 ra rạp. RelishMix cho biết các phản ứng của người xem đối với nội dung quảng cáo là: "tiêu cực và tích cực lẫn lộn, những người xem bình thường cảm thấy như họ đang được phục vụ 1 nồi lẩu thập cẩm trong đó có vài pha hành động tẻ nhạt theo tinh thần của 'Những thiên thần của Charlie' hoặc 'những cô con gái của James Bond' với sự kết hợp đa dạng của những phụ nữ có siêu năng lực. Những fan hâm mộ Jessica Chastain, Lupita Nyong'o và Penelopé Cruz thì lại đang hết sức cổ vũ cho bộ phim thành công, nhưng trong bối cảnh COVID bùng phát trở lại, khán giả lại muốn bộ phim rời lịch sang 1 ngày khác"."

## Đón nhận

### Phòng vé
Đặc vụ 355 đã thu về 14,5 triệu đô la tại Mỹ và Canada, và 13,2 triệu đô la ở các vùng lãnh thổ khác, với tổng số tiền trên toàn thế giới là 27,8 triệu đô la.
Tại Mỹ và Canada, Đặc vụ 355 được dự đoán sẽ thu về 2–7 triệu đô la từ 3.145 rạp trong tuần đầu công chiếu. Variety và Boxoffice Pro đều cho biết bộ phim sẽ hoạt động kém hiệu quả tại phòng vé, một phần là do khung thời gian chiếu rạp kéo dài 45 ngày, thành công liên tục của Người Nhện: Không còn nhà và sự lan rộng ngày càng tăng của biến thể Omicron. Bộ phim đã kiếm được 1,72 triệu đô la trong ngày đầu tiên, bao gồm khoảng 350.000 đô la ước tính từ các bản xem trước vào tối thứ Năm. Nó tiếp tục ra mắt với 4,6 triệu đô la, đứng thứ ba tại phòng vé sau Spider-Man: No Way Home và Đấu trường âm nhạc 2. Trong thời gian ra mắt, tỉ lệ khán giả đến rạp: 56% là nữ, 73% trên 25 tuổi, 40% trong độ tuổi 25–44 và 33% trên 45 tuổi. Sự phân chia sắc tộc bao gồm 50% là người da trắng, 21% gốc Tây Ban Nha hoặc La tinh, 17% người Mỹ gốc Phi và 12% người châu Á/khác. Bộ phim tiếp tục kiếm được 2,3 triệu đô la trong tuần thứ hai, 1,6 triệu đô la trong tuần thứ ba, 1,3 triệu đô la trong tuần thứ tư và 698.275 đô la trong tuần thứ năm. Đặc vụ 355 rớt khỏi top 10 phòng vé trong tuần thứ sáu công chiếu, xếp thứ 23 với 99.615 USD.

## Phản ứng
Đặc vụ 355 nhận được những đánh giá tiêu cực từ các nhà phê bình. Trên trang web tổng hợp phê bình Rotten Tomatoes, 24% trong số 224 bài phê bình của các nhà phê bình là tích cực, với điểm trung bình là 4,5/10. Những bình luận trên trang web có nội dung: "Phim có dàn diễn viên xuất sắc và tiến bộ về mặt nội dung nhưng Đặc vụ 355 lại phung phí tất cả vào một câu chuyện đáng quên, thường vẫn hay được kể." Metacritic, một trang web đánh giá phim, đã cho bộ phim số điểm 40 trên 100, dựa trên 40 nhà phê bình, cho biết "các bài đánh giá trái chiều hoặc trung bình". Khán giả được thăm dò bởi CinemaScore đã cho điểm trung bình của bộ phim là "B+" trên thang điểm từ A+ đến F, trong khi PostTrak báo cáo 76% khán giả cho điểm tích cực.
Robbie Collin của The Daily Telegraph đã mô: "một bộ phim tiêu chuẩn về điệp viên và kẻ lừa đảo được đóng gói lại trong lớp bọc quyền lực của phụ nữ" và "mặc dù có dàn diễn viên hùng hậu, nhưng đây là bộ phim tương đương với một loại đồ uống có ga làm từ xi-rô ngô nhìn rất là sang vì được đựng trong những chiếc lon cao hơn và mỏng hơn." Mark Olson của Los Angeles Times ca ngợi diễn xuất của dàn diễn viên và "nỗ lực thừa nhận rằng những người phụ nữ này đã và đang có cuộc sống bên ngoài công việc của họ, ngay cả với nghề nghiệp tình báo quốc tế" nhưng kết luận rằng bộ phim "có cảm giác quen thuộc và hơi mệt mỏi. Chỉ đơn giản là để phụ nữ đóng vai chính trong một câu chuyện hành động gián điệp giống như cuốn tiểu thuyết về ông bố ở sân bay lặp đi lặp lại một cách chậm rãi thì bản thân nó đã không truyền cảm hứng rồi."
Kevin Maher của The Times đã chỉ trích bộ phim là "lười biếng" và "đóng khung". Helen O'Hara của Empire cho biết "Jessica Chastain và đạo diễn Simon Kinberg hợp tác ở đây để mang đến cho thế giới một đội siêu điệp viên lôi cuốn, lấy phụ nữ làm trung tâm để cân bằng với tất cả những phim ly kỳ về điệp viên do nam lãnh đạo. Bạn chỉ ước câu chuyện cũng đổi mới như khi tuyển diễn viên, và những khúc mắc ít rõ ràng hơn đối với ngay cả những người không được đào tạo về đặc vụ." Benjamin Lee của The Guardian đã mô tả cốt truyện và các phân cảnh hành động là "chung chung" và kết luận "chỉ đơn thuần thay thế các anh hùng hành động nam bằng nữ và sau đó đứng lại chờ đợi những tràng pháo tay, như vậy là chưa đủ." Clarissa Loughrey trên tờ The Independent đã so sánh The 355 một cách tiêu cực với các phim ly kỳ hành động do nữ chính khác là Atomic Blonde và Wonder Woman rồi lập luận rằng mặc dù tiền đề của bộ phim là đảo ngược những miêu tả khuôn mẫu về phụ nữ trong phim gián điệp, nhưng đó là "một dấu hiệu của sự tiến bộ chỉ ở mức độ hoàn toàn không đáng kể."